# Годао 306
Годао 306 (англ. G306, кит. 306国道) — китайская дорога государственного значения, которая начинается в уезде Суйчжун (провинция Ляонин) и заканчивается в хошуне Хэшигтэн-Ци (автономный район Внутренняя Монголия).
Дорога проходит только через провинцию Ляонин и автономный район Внутренняя Монголия.
Общая протяженность дороги составляет 497 км.

## Маршрут
| Путь и расстояние (км) |                |
| \| Город \| Дистанция (км) \| \| -------------------------------- \| -------------- \| \| Суйчжун, Ляонин \| 0 \| \| Цзяньчан, Ляонин \| 88 \| \| Линъюань, Ляонин \| 157 \| \| Нинчэн, Внутренняя Монголия \| 195 \| \| Харачин-Ци, Внутренняя Монголия \| 257 \| \| Хэшигтэн-Ци, Внутренняя Монголия \| 497 \| |                |
| Город | Дистанция (км) |
| Суйчжун, Ляонин | 0              |
| Цзяньчан, Ляонин | 88             |
| Линъюань, Ляонин | 157            |
| Нинчэн, Внутренняя Монголия | 195            |
| Харачин-Ци, Внутренняя Монголия | 257            |
| Хэшигтэн-Ци, Внутренняя Монголия | 497            |